# 外傾角

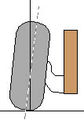
呈負外頃角的輪胎

外傾角（英語：camber angle）是正面望去輪胎與車身的角度，向外傾斜為正外傾角，向內傾斜為負外傾角。基本上，正外傾角的設定有較佳的靈活度，而負外傾角具較穩定的直進性。按照轮胎坐标系的规定，汽车向右前方行驶时，右前轮有正外倾角，左前轮有负外倾角。